# Рамос, Рубен
Рубен Рамос (англ. Ruben Ramos Jr; 22 января 2007, Ла-Пуэнте) — американский футболист, полузащитник клуба «Лос-Анджелес Гэлакси».

## Клубная карьера
Рамос начал свою карьеру в академии «Лос-Анджелес Гэлакси». В 2023 году он дебютировал во взрослой команде «Вентура Каунти», резервном составе «Лос-Анджелес Гэлакси», выступающем в лиге MLS Next Pro. По итогам сезона 2023 года Рамос был назван лучшим игроком академии «Лос-Анджелес Гэлакси».
26 февраля 2024 года Рамос подписал контракт с «Лос-Анджелес Гэлакси», проведя сезон 2024 в «Вентура Каунти» перед переходом в основную команду в 2025 году. Однако уже 12 июля 2024 года он заключил краткосрочное соглашение с «Лос-Анджелес Гэлакси» для участия в матче против «Далласа» 13 июля. 15 июня 2024 года Рамос дебютировал в MLS, выйдя на замену в матче против «Спортинг Канзас-Сити», который завершился победой со счётом 4:0. 30 августа 2024 года он подписал полноценный контракт с «Лос-Анджелес Гэлакси» до конца сезона 2028.

## Карьера в сборной
Рамос представлял сборные США различных возрастных категорий. В феврале 2022 года он был вызван в сборную США до 15 лет, затем играл за команды до 16 и до 17 лет. В 2024 году он стал частью сборной США до 20 лет, которая заняла второе место на чемпионате КОНКАКАФ среди молодёжных команд.